# Массімено
Массімено (італ. Massimeno) — муніципалітет в Італії, у регіоні Трентіно-Альто-Адідже,  провінція Тренто.
Массімено розташоване на відстані близько 500 км на північ від Рима, 29 км на захід від Тренто.
Населення — 125 осіб (2014).

## Демографія
Населення за роками:

Станом на 1 січня 2023 року в муніципалітеті офіційно проживав 1 іноземець (громадянин Домініканської Республіки).

## Сусідні муніципалітети
- Бледжо-Інферіоре
- Боченаго
- Кадерцоне
- Даоне
- Джустіно
- Пелуго
- Сп'яццо
- Стрембо